# 마스투

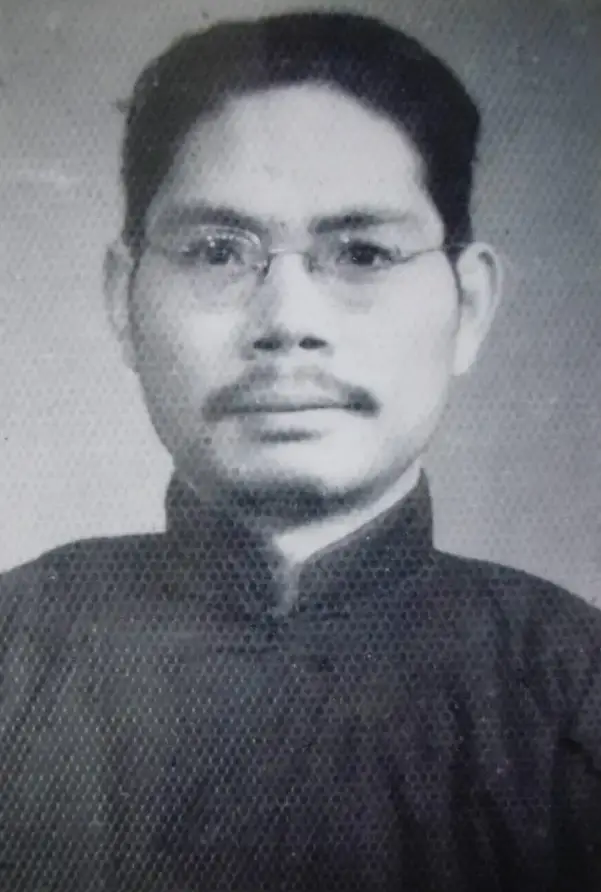

마스투(중국어: 马识途, 병음: Mǎ Shítú, 1915년 1월 17일 ~ 2024년 3월 28일)는 중국의 정치인이자 소설가이다. 쓰촨 작가 협회의 회장이었다.
두 번 혼인했다. 첫 번째 아내는 중국국민당에 의해 살해됐다. 2024년 3월 28일 19:25에 109세의 나이로 사망했다.